# ECRIS
ECRIS (European Criminal Records Information System) est un programme d'échange et d'interconnexion des casiers judiciaires entre les États-membres de l’Union européenne, mis en service en avril 2012.

## Historique
En 2020, la presse britannique révèle que le Royaume-Uni n'a pas transmis les détails de 75 000 condamnations de criminels étrangers à leur pays d'origine et a dissimulé le scandale par crainte de nuire à la réputation de la Grande-Bretagne dans les capitales européennes. L'erreur informatique nationale de la police, révélée dans le procès-verbal d'une réunion au bureau du casier judiciaire, est restée inaperçue pendant cinq ans, au cours desquels une alerte sur trois concernant des contrevenants - y compris potentiellement des meurtriers et des violeurs - n'a pas été envoyée aux États membres de l'UE. 
En 2021, les autorités britanniques déclarent que sur le total de 112 490 condamnations prononcées devant les tribunaux britanniques qui n'avaient pas été transmises aux États membres de l'UE, des documents montrent qu'au 15 février, 81 706 affaires avaient été notifiées tardivement, dont 19 565 en Pologne, 17 996 en Irlande et 12 466 en Roumanie. Le bureau britannique des casiers judiciaires a déclaré que 7 100 autres notifications avaient été faites au cours des deux dernières semaines. Il est également précisé que les condamnations de 109 tueurs, 81 violeurs et un homme reconnu coupable des deux crimes par les tribunaux britanniques n'avait pas été transmise aux pays de l'UE d'origine des criminels.